# Гілберт Готтфрід
Гілберт Фагніц Готфрід (англ. Gilbert Fagnitz Gottfried; 28 лютого 1955, Бруклін, Нью-Йорк — 12 квітня 2022) — американський актор і комік. Відомий своїм постійним прищуруванням і писклявим голосом. Знімався у комедійних фільмах, на телебаченні, а також відомий як актор озвучування анімаційних фільмів.
Готфрід вів подкаст Gilbert Gottfried's Amazing Colossal Podcast (2014-2022), в якому обговорювалися класичні фільми та інтерв'ю зі знаменитостями, найчастіше з акторами-ветеранами, коміками, музикантами та комедійними письменниками. Документальний фільм "Гілберт" (2017) досліджував його життя та кар'єру, він отримав Спеціальний приз журі за найкращий документальний фільм на кінофестивалі deadCENTER у 2017 році.

## Біографія
Гілберт Фагніц Готтфрід народився 28 лютого 1955 року в Брукліні, Нью-Йорк. Вперше як стендап-комік Готтфрід спробував себе в 15 років в клубах Нью-Йорка. У 1980 році вперше потрапив в телевізійну музично-гумористичну програму «Суботнього вечора у прямому ефірі», де протягом року зіграв безліч різних комедійних ролей в десяти випусках, включаючи пародії на політика-бізнесмена Девіда Стокмана і режисера Романа Поланскі.
У 1984 році вперше з'явився на широкому екрані у фільмі «Будинок Божий», а ц 1992 році вперше виступив як актор озвучування — озвучував папугу Яго у повнометражному мультфільмі «Аладдін» . Пізніше він озвучував цього папугу ще багато разів, не тільки в мультфільмах, а й у відеоіграх. Готтфрід в одному з інтерв'ю сказав, що його кар'єра в сфері озвучування почалася саме з цього персонажа, над яким він працював в мультфільмі 1992 року: «Це був той переломний момент, з якого почалася моя кар'єра — робота над Яго відкрила для мене багато дверей».
В кінці 1990-х років Готтфрід познайомився з музичним продюсером Дарою Кравіц (нар. 1970). 3 лютого 2007 року пара одружилася. У них народилося двоє дітей: дочка Лілі Астер (рід. 2007) і син Макс Аарон (рід. 2009).

## Фільмографія

### Фільми
| Рік  | Українська назва                             | Оригінальна назва                                   | Роль                                      |
| ---- | -------------------------------------------- | --------------------------------------------------- | ----------------------------------------- |
| 1984 | Будинок Божий                                | The House of God                                    | парамедик                                 |
| 1985 | Погані ліки                                  | Bad Medicine                                        | Тоні Сандовал                             |
| 1987 | Поліцейський з Беверлі Гіллз II              | Beverly Hills Cop II                                | Сідні Бернштейн                           |
| 1988 | Вдала спадщина                               | Hot to Trot                                         | дантист                                   |
| 1988 |                                              | Katy and the Katerpillar Kids                       | X (озвучування)                           |
| 1989 | На вівторок не розраховуй                    | Never on Tuesday                                    | «Щасливчик» Ларрі Люпин                   |
| 1990 | Пригоди Форда Ферлейна                       | The Adventures of Ford Fairlane                     | Джонні Кранч                              |
| 1990 | Проблемна дитина                             | Problem Child                                       | містер Пібоді                             |
| 1991 | Проблемна дитина 2                           | Problem Child 2                                     | містер Пібоді                             |
| 1992 | Аладдін                                      | Aladdin                                             | папуга Яго (голос)                        |
| 1992 | Привіт з дороги в пекло                      | Highway to Hell                                     | Гітлер                                    |
| 1994 | Повернення Джафара                           | Aladdin: The Return of Jafar                        | папуга Яго (голос)                        |
| 1994 | Дюймовочка                                   | Thumbelina                                          | містер Жук (голос)                        |
| 1994 | Врятований Беллом: Весілля в Лас-Вегасі      | Saved By The Bell: Wedding In Las Vegas             | Барт Баннер                               |
| 1994 | Подвійний дракон                             | Double Dragon                                       | Волтер                                    |
| 1995 |                                              | The Magic Gift of the Snowman                       | шарлатан (голос)                          |
| 1995 | Проблемна дитина 3                           | Problem Child 3                                     | доктор Пібоді                             |
| 1996 | Аладдін і король розбійників                 | Aladdin and the King of Thieves                     | папуга Яго (голос)                        |
| 1996 |                                              | Escape from It's a Wonderful Life                   | Angry man on porch                        |
| 1996 |                                              | Be Cool About Fire Safety                           | Сеймур Смок                               |
| 1997 |                                              | Def Jam's How to Be a Player                        | Tony the Doorman                          |
| 1998 | Доктор Дулітл                                | Dr. Dolittle                                        | собака-маніяк (озвучування)               |
| 1999 |                                              | Goosed                                              | Алан Леві                                 |
| 2001 | Воля випадку                                 | Longshot                                            | містер Чедвік                             |
| 2002 | Будинок лиходіїв. Мишачий будинок            | Mickey's House of Villains                          | папуга Яго (голос)                        |
| 2004 |                                              | The Amazing Floydini                                | власник магічного магазину                |
| 2004 | Назад до півночі                             | Back by Midnight                                    | охоронець                                 |
| 2004 |                                              | Funky Monkey                                        | доктор Сплін                              |
| 2004 | Лемоні Снікет: 33 нещастя                    | Lemony Snicket's A Series of Unfortunate Events     | качка (голос)                             |
| 2005 | Аристократи                                  | The Aristocrats                                     | себе                                      |
| 2006 | Фарс пінгвінів                               | Farce of the Penguins                               | пінгвін «Я відморозив свої яйця!» (голос) |
| 2007 | Чарівні історії принцес Діснея: Йди за мрією | Disney Princess Enchanted Tales: Follow Your Dreams | папуга Яго (голос)                        |
| 2009 | Джек і бобове дерево                         | Jack and the Beanstalk                              | гуска Грейсон                             |
| 2011 | Міс Грудень                                  | Miss December                                       | полісмен                                  |
| 2014 | Мільйон способів втратити голову             | A Million Ways to Die in the West                   | Абрагам Лінкольн                          |
| 2016 |                                              | The Comedian's Guide to Survival                    | Himself                                   |
| 2016 |                                              | Abnormal Attraction                                 | Pig Man                                   |
| 2016 |                                              | Director's Cut                                      | суперінтендант                            |
| 2016 |                                              | Unbelievable!!!!                                    | майор Легранде Буш                        |
| 2016 |                                              | Gender Bender                                       | доктор Монтальто                          |
| 2016 | Комік                                        | The Comedian                                        | Тревор Фрідман                            |
| 2016 |                                              | Hospital Arrest                                     | Джером Картер                             |
| 2017 | Гілберт                                      | Gilbert                                             | себе                                      |
| 2017 |                                              | 80s Creature House                                  | Грім Ріпер                                |
| 2017 |                                              | Animal Crackers                                     | Mario Zucchini (voice)                    |

### Телебачення
| Рік       | Українська назва                                      | Оригінальна назва                             | Роль                                     | Примітки                                             |
| --------- | ----------------------------------------------------- | --------------------------------------------- | ---------------------------------------- | ---------------------------------------------------- |
| 1980–1981 | Суботнього вечора в прямому ефірі                     | Saturday Night Live                           | різні ролі                               | 12 серій                                             |
| 1983–1984 |                                                       | Thicke of the Night                           | різні ролі                               |                                                      |
| 1987      | Шоу Косбі                                             | The Cosby Show                                | містер Бебкок                            | серія «Say Hello to a Good Buy»                      |
| 1990      | Супербой                                              | Superboy                                      | Нік-Нак (голос)                          |                                                      |
| 1991      | Нічний суд                                            | Night Court                                   | Оскар Браун                              |                                                      |
| 1993–1995 | Божевільний                                           | Bonkers                                       | Two-Bits (голос)                         | 2 серії                                              |
| 1993      | Проблемна дитина                                      | Problem Child                                 | містер Пібоді                            |                                                      |
| 1994      |                                                       | Living Single                                 | Ларрі Фрідлендер                         |                                                      |
| 1994–1995 | Аладдін                                               | Aladdin                                       | папуга Яго (голос)                       | 83 серії                                             |
| 1994      | Бівис і Батхед                                        | Beavis and Butthead                           | Гас Бейкер (голос)                       |                                                      |
| 1994      | Шоу Рена та Стімпі                                    | The Ren & Stimpy Show                         | ельф Джеррі / Попкорновий монстр (голос) |                                                      |
| 1994–1997 |                                                       | Duckman                                       | Арт Десальво (голос)                     | 4 серії                                              |
| 1994–1995 | Крила                                                 | Wings                                         | Льюїс                                    | 3 серії                                              |
| 1995      | Одружені … та з дітьми                                | Married… with Children                        | себе                                     | серія «Ship Happens»                                 |
| 1995      | Пригоди у Країні чудес                                | Adventures in Wonderland                      | Майк Макнасті                            | серія «Pie Noon»                                     |
| 1995      |                                                       | Bump in the Night                             | Stink Bug (голос)                        |                                                      |
| 1995      |                                                       | Aladdin on Ice                                | Яго (голос)                              | TV movie                                             |
| 1995–1996 |                                                       | Twisted Tales of Felix the Cat                | різні ролі (голос)                       | 4 серії                                              |
| 1996      | Чи боїшся ти темряви?                                 | Are You Afraid of the Dark?                   | Рой                                      | серія «The Tale of Station 109.1»                    |
| 1996      |                                                       | In the House                                  | містер Комсток                           |                                                      |
| 1996      |                                                       | Adventures from the Book of Virtues           | різні голос                              |                                                      |
| 1996      |                                                       | Escape From It's a Wonderful Life             | Angry man on porch                       |                                                      |
| 1996–2000 | Супермен                                              | Superman: The Animated Series                 | Mister Mxyzptlk (голос)                  | 2 серії                                              |
| 1997      | Ведмідь у Великому Блакитному будинку                 | Bear in the Big Blue House                    | Large Possum (голос)                     |                                                      |
| 1998      |                                                       | Cosby                                         | Cellmate                                 | серія «Fifteen Minutes of Fame»                      |
| 1998      |                                                       | Noddy                                         | Джек Фрост                               | серія «Jack Frost is Coming to Town»                 |
| 1998      | Геркулес                                              | Hercules                                      | Кілон (голос)                            |                                                      |
| 1999      | Ділберт                                               | Dilbert                                       | Accounting Troll (голос)                 | серія «Hunger»                                       |
| 1999      | Доктор Кац                                            | Dr. Katz, Professional Therapist              | себе                                     | серії 503 та 506                                     |
| 1999      | Король Лев: Тімон і Пумба                             | Timon & Pumbaa                                | дятел (голос)                            |                                                      |
| 2000      |                                                       | Clerks: The Animated Series                   | Джеррі Сайнфелд, Патрік Свейзі (голоси)  |                                                      |
| 2001–2005 | Дивакуваті родичі                                     | The Fairly OddParents                         | доктор Бендер / Вендел (голоси)          | 3 episodes                                           |
| 2001–2003 | Будинок Міккі                                         | Disney's House of Mouse                       | папуга Яго (голос)                       | 7 серій                                              |
| 2002      |                                                       | Cyberchase                                    | Digit, Widget (голоси)                   |                                                      |
| 2002      |                                                       | Son of the Beach                              | Ноккус Джонштейн                         | серії «Chip's A Goy» та Hamm Stroker's Suck My Blood |
| 2003      |                                                       | Becker                                        | Алан                                     |                                                      |
| 2003      | CSI: Місце злочину                                    | CSI: Crime Scene Investigation                | комік                                    | серія «Last Laugh»                                   |
| 2004      | Домашнє відео                                         | Home Movies                                   | папуга Тонко (голос)                     |                                                      |
| 2005      |                                                       | Billy and Mandy Save Christmas                | Санта-Клаус (голос)                      |                                                      |
| 2007      | Нова школа імператора                                 | The Emperor's New School                      | різні голоси                             | сезон 2, серія 11                                    |
| 2007      | Гріфіни                                               | Family Guy                                    | кінь Пітера (голос)                      |                                                      |
| 2007      | Мій друг — мавпа                                      | My Gym Partner's a Monkey                     | Рік Платипус (голос)                     | серія «That Darn Platypus»                           |
| 2008      | Ханна Монтана                                         | Hannah Montana                                | Барні Бітмен                             | серія «(We're So Sorry) Uncle Earl»                  |
| 2008      | Роги і копита. Повернення                             | Back at the Barnyard                          | Барн Бадді (голос)                       |                                                      |
| 2008      |                                                       | Big & Small                                   | Small (голос)                            |                                                      |
| 2008      | Вулиця Сезам                                          | Sesame Street                                 | Denny the Distractor                     | серія «Hurry Up, You're Running Out of Time»         |
| 2009      | Кавалькада мультиплікаційних комедій Сета Макфарлейна | Seth MacFarlane's Cavalcade of Cartoon Comedy | себе                                     |                                                      |
| 2010      | Довго і щасливо                                       | Til Death                                     | Томмі                                    |                                                      |
| 2010      | Роботомія                                             | Robotomy                                      | Tickle Me Psycho (голос)                 | серія «The Playdate»                                 |
| 2011      | Закон і порядок: Спеціальний корпус                   | Law & Order: Special Victims Unit             | Лео Гербер                               |                                                      |
| 2014      |                                                       | Randy Cunningham: 9th Grade Ninja             | Ranginald Bagel (voice)                  |                                                      |
| 2014      |                                                       | Elf: Buddy's Musical Christmas                | містер Грінвей (голос)                   |                                                      |
| 2014–2016 | Черепашки Ніндзя                                      | Teenage Mutant Ninja Turtles                  | Kraang Subprime (голос)                  | 6 серій                                              |
| 2016      |                                                       | Mighty Magiswords                             | Prohyas' Stomach (голос)                 |                                                      |
| 2016      | Акулячий торнадо 4: Пробудження                       | Sharknado: The 4th Awakens                    | Рон Макдональд                           |                                                      |
| 2017      | Дивовижна місіс Мейзел                                | The Marvelous Mrs. Maisel                     | Strip Club MC                            | серія: «Pilot»                                       |
| 2017      |                                                       | Justice League Action                         | Mister Mxyztplk (голос)                  | 3 серії                                              |
| 2017      |                                                       | Last Week Tonight with John Oliver            | Джаред Кушнер (голос)                    | сезон 4, серії 10 та 19                              |
| 2017      | Акулячий торнадо 5                                    | Sharknado 5: Global Swarming                  | Рон Макдональд                           |                                                      |

### Відеоігри
| Рік  | Назва                                | Роль            |
| ---- | ------------------------------------ | --------------- |
| 1999 | Disney's Arcade Frenzy               | папуга Яго      |
| 2001 | Disney's Aladdin in Nasira's Revenge | папуга Яго      |
| 2002 | Kingdom Hearts                       | папуга Яго      |
| 2006 | Kingdom Hearts II                    | папуга Яго      |
| 2010 | APB: All Points Bulletin             | джокер Аммо     |
| 2014 | Lego Batman 3: Beyond Gotham         | Mister Mxyzptlk |